# Rhagoba
Rhagoba là một chi bướm đêm thuộc họ Crambidae.

## Các loài
- Rhagoba obvellata Du & Li, 2012
- Rhagoba octomaculalis (Moore, 1867)